# Mario Musumeci

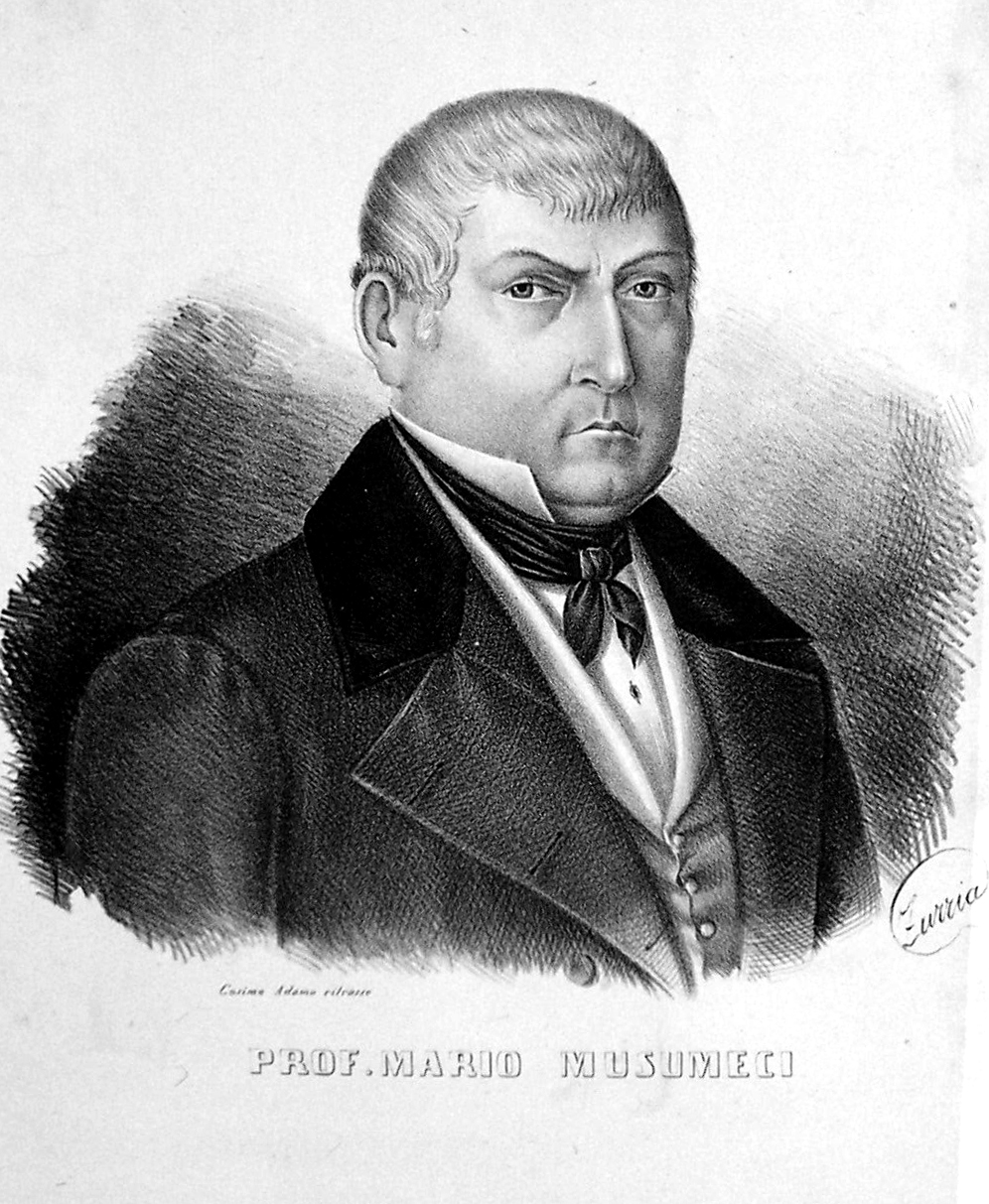
Mario Musumeci ritratto di Cosimo Adamo, litografia di Salvatore Zurria.

Mario Musumeci (Catania, 15 febbraio 1778 – Catania, 24 luglio 1852) è stato un architetto italiano.

## Biografia

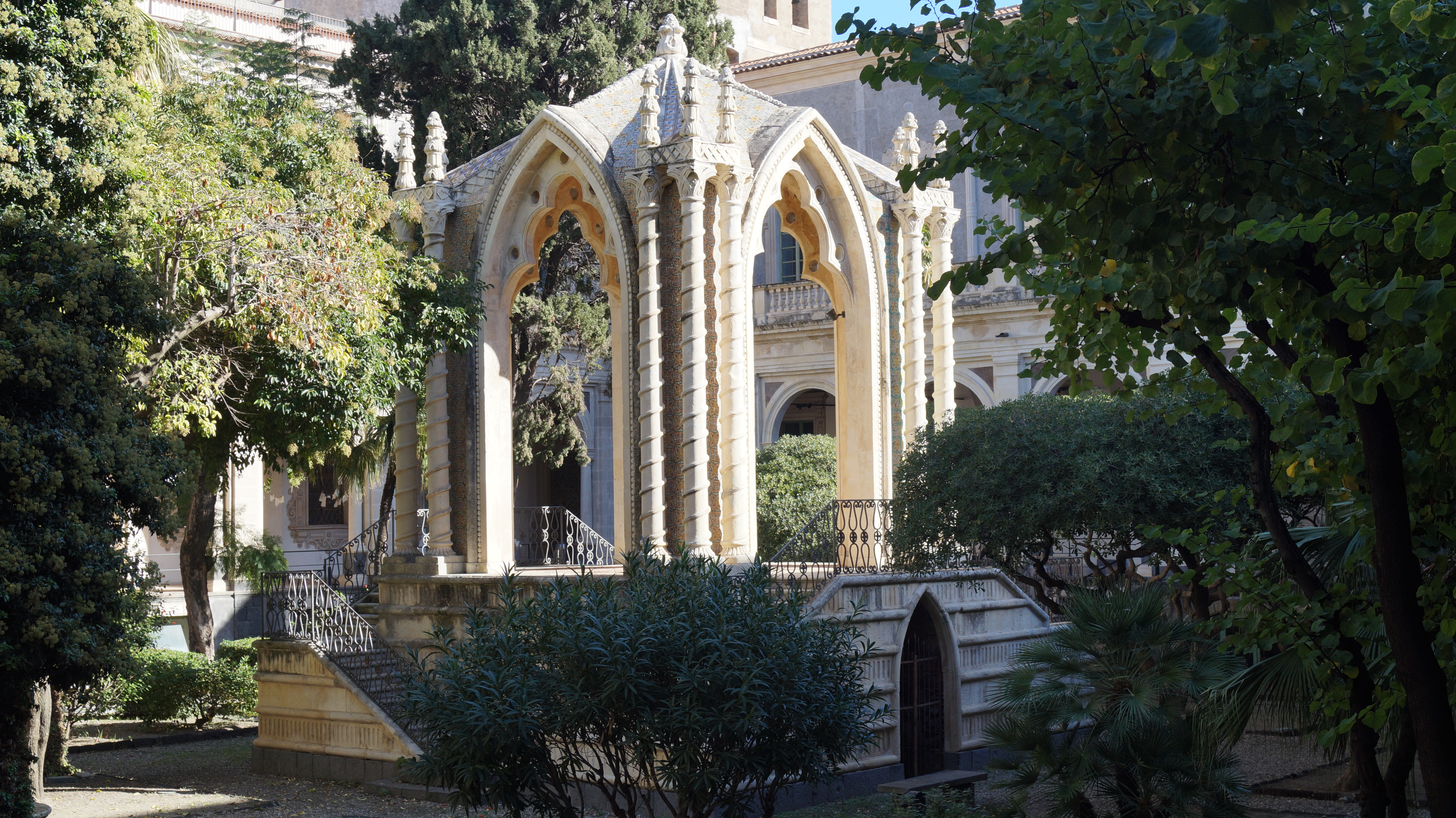
Mario Musumeci, Monastero di San Nicolò l’Arena, padiglione nel chiostro di levante.

Figlio di Paolo e Rosaria Consoli, fu socio fondatore dell'Accademia Gioenia, ingegnere provinciale, componente della commissione di Antichità e Belle Arti di Catania e studioso eclettico, entrò in contatto con numerose personalità italiane ed estere, fu autore di pubblicazioni e relazioni scientifiche. 
Nella città di Catania realizzò opere quali il carcere provinciale, l'ospedale medico e in parte il quartiere militare, effettuò lavori al Monastero di San Nicolò l'Arena, eseguì numerose infrastrutture territoriali. Nel 1829 venne invitato a reggere la cattedra di Architettura civile istituita presso l'Università di Catania. Il suo insegnamento fu fondamentale per diverse generazioni di architetti e consentì la formazione di giovani provenienti da classi sociali meno agiate, oltre a quelli provenienti dall'hinterland catanese. Con la scuola di architettura di Catania si poté ovviare al problema del reclutamento di progettisti provenienti da altri bacini culturali, che innalzava, e non di poco, i costi di realizzazione delle opere. La scuola di architettura di Catania ebbe fine nel 1871 a vantaggio dell'Università di Palermo. Alla sua morte i discendenti ottennero di seppellire il loro congiunto nella Chiesa di Sant'Agata la Vetere e incaricarono Carmelo Sciuto Patti di redigere il progetto del monumento funebre. Oggi nel vestibolo della chiesa si conserva soltanto il busto del Musumeci, realizzato in quella circostanza, e donato da Antonio Calì, collocato all'interno di una nicchia scavata nella muratura, e al di sotto, l'iscrizione in latino composta dal canonico Turrisi della Cattedrale di Catania, incisa su una lastra di marmo bianco. Sull'architettura originariamente progettata e realizzata rimane la ricca relazione che pubblica lo Sciuto Patti in occasione dell'inaugurazione del monumento, dalla quale possiamo immaginare forme, ornamenti e riferimenti progettuali.
Ha realizzato, inoltre, la manifattura tabacchi di Catania, i due obelischi a barriera come accesso per la via Etnea, da Catania (informazioni tramandate all'interno dei suoi discendenti, ramo Nicolosi Vincenzo, padre dell'ing. Luciano Nicolosi).

## Opere
- Sopra uno rudere scoperto in Catania cenni critici dell'arch. Mario Musumeci, Catania, dalla tipografia della regia Università, 1819.
- Illustrazione dell'Odeo di Catania diretta alla Imper. e R. Accademia dei Georgofili di Firenze dal socio corrispondente Mario Musumeci, Catania, Tipografia di La Magna, 1822.
- Discorso e Componimenti Poetici in occasione in occasione del ritorno in patria dell'esimio maestro di musica Vincenzo Bellini : recitati nella gran sala della casa comunale di Catania nel 18 marzo 1832, Catania, tip. fratelli Sciuto, 1832.
- Elogio di Fr. Cesare Borgia commendatore del S.M.O. Gerosolemitano primo direttore dell'Accademia Gioenia: letto nella seduta ordinaria del di 30 Aprile 1842 da Mario Musumeci, Catania, dai torchi dei Regi Studj, 1842.
- In che l'architettura nello attuale stato di conoscenze può giovarsi delle scoperte monumentali : memoria letta ... nella sezione di archeologia e geografia del settimo Congresso degli scienziati italiani in Napoli, Catania, Tip. del reale Ospizio di beneficenza, 1845.
- Opere archeologiche ed artistiche di Mario Musumeci, 2 volumi, F.lli Giuntini, 1845-1851